# Der Kanal
Der Kanal ist ein polnischer Spielfilm von Andrzej Wajda aus dem Jahr 1957 über den Warschauer Aufstand der polnischen Heimatarmee 1944 gegen die deutschen Besatzer während des Zweiten Weltkriegs. Er wurde im Jahr seines Erscheinens mit dem Spezialpreis der Jury beim Filmfestival in Cannes ausgezeichnet.

## Handlung
Der Film spielt im September 1944 in Warschau. Er thematisiert die letzten Tage des Warschauer Aufstandes. Mit der ersten Szene werden die Hauptpersonen von einem Erzähler vorgestellt. Der Film wirkt dadurch von Beginn dokumentarisch-authentisch. Die Hauptpersonen sind die letzten Menschen einer Kompanie der polnischen Heimatarmee. Der Kompanieführer Zadra will seine letzten Überlebenden heil aus dem höllischen Kampf mit den deutschen Besatzern führen. Nur wenige sind richtige Soldaten. In der Kompanie kämpfen zwei Mädchen ebenso wie ein kleiner Junge.
Die Situation wird immer aussichtsloser, als die Deutschen erneut angreifen. „Zadra“ erhält den Befehl, sich mit seinen Leuten ins Stadtzentrum zurückzuziehen. Der einzige Weg dorthin führt durch das Warschauer Kanalisationssystem. So zieht die Gruppe unterschiedlichster Menschen ein in das dunkle, stinkende Abwassersystem. Hier entwickelt der Film individuelle Geschichten um die Hauptpersonen.
Da ist der verletzte 23-jährige „Korab“, der sich in die Schmugglerin „Stokrotka“ (Gänseblümchen), die das Kanalsystem durch ihre Schmuggeltouren kennt, verliebt hat. Da ist das Mädchen Halinka, die vor dem Auszug durch den Kanal noch eine Liebesnacht mit dem Soldaten „Mądry“ verbringt und im Kanal feststellen muss, dass ihr Geliebter verheiratet ist und nur für seine Familie überleben möchte. Sie begeht Selbstmord in aussichtsloser Situation. Da ist der Buchhalter „Kula“, der seinem Vorgesetzten „Zadra“ vormacht, die Gruppe sei noch zusammen, obwohl sie in Wirklichkeit schon auseinandergebrochen ist.
Kula hält sich an „Zadra“, der ihn schließlich aus dem Kanal in die Sicherheit führt, dann aber feststellt, dass nur „Kula“ ihm folgen konnte. Er erschießt „Kula“ und steigt zurück in den Kanal. „Mądry“ findet allein hinaus, wird aber bereits von deutschen Soldaten erwartet. „Korab“ und „Stokrotka“ schleppen sich zu einem Ausgang des Kanals an der Weichsel, sehen die Sonne wieder, doch der Ausgang ist durch ein Gitter versperrt. Der Film bleibt ohne Happy End, genauso wie es für den Warschauer Aufstand kein glückliches Ende gegeben hat.

## Hintergrund
Der Film basiert auf einer Kurzgeschichte des Teilnehmers am Warschauer Aufstand Jerzy Stefan Stawiński. Er selbst schrieb das Drehbuch. Das fertige Drehbuch erhielt zunächst der Regisseur Tadeusz Konwicki, der es Andrzej Wajda gab. Der Film entstand 1956 am Ende der stalinistischen Epoche Polens. Wie jedes Drehbuch in dieser Zeit musste es einer Kommission zur Genehmigung vorgelegt werden. Der Warschauer Aufstand durfte bislang nicht für einen Film thematisiert werden, da eine Darstellung des Aufstandes immer auch anti-sowjetisch interpretiert werden konnte. Die sowjetische Rote Armee befand sich bereits vor dem Ausbruch des Aufstandes in der Nähe von Warschau, nach zwei Wochen konnte sie den am rechten Weichselufer gelegenen Warschauer Bezirk Praga einnehmen. Die Ursachen für das Nichteingreifen zugunsten der polnischen Heimatarmee sind bis heute unter Historikern umstritten. Militärische und strategische Gründe werden ebenso genannt, wie die politisch antisowjetische Ausrichtung der polnischen Heimatarmee. In der damaligen offiziellen Deutung war der Aufstand ein Versuch, durch eine Befreiung ohne Hilfe der sowjetischen Truppen Fakten zu Gunsten einer zukünftigen Westorientierung Polens zu schaffen. Ein Film über den Warschauer Aufstand hätte gegenüber dieser Position eine Aufwertung der polnischen Heimatarmee bedeuten können.
In der Kommission saßen allerdings auch ehemalige Mitstreiter des Aufstandes, die sich emotional vom Drehbuch berühren ließen. Wajda argumentierte, dass der Aufstand nur Hintergrund für die Darstellung individueller persönlicher Schicksale sei. Das Drehbuch wurde schließlich genehmigt. Wajda realisierte den Film auf dem Freigelände der Filmhochschule in Łódź. Der Kanal wurde dort originalgetreu aufgebaut. In einem realen Kanal hätte man den Film aufgrund der Dunkelheit nicht drehen können, so hatte man allerdings doch den realen Lichteffekt von Sonnenschein, der in die geöffneten Ausgänge hineinscheint. Die Schlussszene des Films wurde in noch vorhandenen Ruinen Warschaus gedreht. Assistenten Wajdas waren die später herausragenden Regisseure Kazimierz Kutz und Janusz Morgenstern.
Der Film steht in der Tradition des italienischen Neorealismus von Regisseuren wie Roberto Rossellini und Vittorio De Sica. Die jungen polnischen Filmemacher der 1950er Jahre sahen in diesen Regisseuren Brüder im Geiste, die sie inspirierten zu einem neuen polnischen Film, der im Gegensatz zum polnischen Kino der 1930er Jahre stand. Der Kanal ist eines der herausragenden Beispiele für den polnischen Neorealismus dieser Zeit.

## Kritiken
„Ein erschütterndes Kriegsdokument, das sich zwar auf individuelle Tragödien konzentriert, zugleich aber die historische Situation in erschütternder Weise verdeutlicht. Hervorragend in der Bildgestaltung.“

„Er klagt nicht an, dieser Film – er klagt, aber ohne jede Weinerlichkeit, ohne Pathos. … Ein modernes Inferno zeigt dieser Film in Bildern unvergeßlicher Prägung.“

„Erbittert aufrichtig rekonstruiert der Film den anbefohlenen und von vornherein aussichtslosen Marsch eines Trupps von Widerstandskämpfern des Warschauer Aufstandes 1944 durch die unterirdischen Abwässerkanäle und reproduziert das elende Verenden dieser Menschen in fließendem Unrat und ekelhaften Dünsten. Obgleich der Regisseur die Trostlosigkeit des Vorganges nicht in einer straffen Handlung aufzufangen vermochte, gelang es ihm, Tapferkeit, Versagen und die entwürdigende Unsinnigkeit des Krieges in Szenen darzustellen, die routiniertere Heldenfilme aus NATO-Ländern deklassieren.“

## Auszeichnungen
- Der Kanal wurde im Wettbewerb des Filmfestivals in Cannes 1957 gezeigt. Der damals 31-jährige Andrzej Wajda erhielt den Spezialpreis der Jury. Es war der erste internationale Erfolg des polnischen Kinos und für Andrzej Wajda wurde es die Grundlage für seine weitere Karriere.